# Spokane Spiders
El Spokane Spiders fue un equipo de fútbol de los Estados Unidos que alguna vez jugó en la USL Premier Development League, la cuarta liga de fútbol en importancia del país.

## Historia
Fue fundado en el año 2006 en la ciudad de Spokane, Washington e ingresaron a la USL Premier Development League en el año 2007 como uno de los equipos de expansión de la temporada. Su primer partido oficial fue una victoria sobre el Tacoma Tide, logrando en su primer año ser un club muy fuerte de local, pero de visitante anotaron solo 7 goles y recibieron 38 en esa temporada, con lo que se ubicó en quinto lugar de su división.
Sus siguientes años no fueron mejores, ya que siempre estuvieron el los últimos lugares de su división, lejos de clasificar a los playoffs y también de participar en la US Open Cup hasta que en la temporada 2010 debido a los malos resultados.

## Temporadas
| Año  | División | Liga    | Temporada Regular | Playoffs     | US Open Cup  |
| ---- | -------- | ------- | ----------------- | ------------ | ------------ |
| 2007 | 4        | USL PDL | 5º, Northwest     | No clasificó | No clasificó |
| 2008 | 4        | USL PDL | 8º, Northwest     | No clasificó | No clasificó |
| 2009 | 4        | USL PDL | 10º, Northwest    | No clasificó | No clasificó |
| 2010 | 4        | USL PDL | 9º, Northwest     | No clasificó | No clasificó |

## Estadios
- Spokane Falls Stadium; Spokane, Washington (2007-2008)
- Plantes Ferry Park; Spokane, Washington, 1 juego (2007)
- Greyhound Park; Post Falls, Idaho, (2008-2009)
- Joe Albi Stadium; Spokane, Washington (2010)

## Entrenadores
- Dan Philp (2007)
- Abbas Faridnia (2008)
- Jake Moug (2009)
- Bernard Brodigan (2009-2010)

## Jugadores

### Jugadores destacados
| - Logan Emory | - Austin Washington |